# Traité de Preobrajenskoïé
Le traité de Preobrajenskoïé est un traité d'alliance anti-suédois conclu le 11 novembre 1699.
Les signataires en étaient le tsar Pierre Ier et Johann Reinhold von Paktul, agissant au nom du roi Auguste II de Pologne. La conclusion du traité a eu lieu lors de négociations secrètes dans le quartier de Preobrajenskoïé, à l'extérieur des portes de Moscou. Il appelait à la formation d'une alliance, dite de la « Ligue nordique », orientée contre la Suède du roi Charles XII, alliance à laquelle la Russie, le Danemark et les États de Pologne et de Saxe, gouvernés en union personnelle, devaient se joindre.
Patkul était à l'origine de toutes ces considérations, qui ont abouti à la grande guerre du Nord. Il avait tenté quelques mois plus tôt de faire aboutir une alliance entre le Danemark, le Brandebourg, et Auguste II ; mais l'électeur Frédéric III n'y avait vu aucun intérêt. La Russie, en revanche, savait se satisfaire de l'idée d'une diminution de la puissance suédoise en Europe du Nord. L'idée de réduire la puissance de la Suède avait d'ailleurs déjà été discutée de façon informelle par Pierre et Auguste lors d'une entrevue à Rava-Rouska, en août 1698.
En mai 1699, Patkul se rendit à Copenhague et gagna le roi danois Frédéric IV  à sa cause. Il parvint également à susciter l'intérêt d'Auguste II en lui faisant miroiter une augmentation de sa puissance en Livonie. Le roi l'envoya finalement auprès du tsar comme négociateur. Il le trouva à Preobrajenskoïé, une colonie de peuplement basée sur le modèle allemand, où vivaient de nombreux étrangers et où le tsar aimait à séjourner. C'est donc là que fut négocié et signé le traité.
Un peu plus tard, en février 1700, éclatait la grande guerre du Nord.